# Logo (Congo)
Pour les articles homonymes, voir Logo (homonymie).
Logo est une localité de la Province Orientale de la République démocratique du Congo.

## Communes environnantes
Ndama est une ville voisine de Logo.

## Langue
Les Logos parlent le logoti.